# Institut d'anatomie de Liège
L'Institut d'Anatomie Auguste Swaen de Liège est un bâtiment de style néo-gothique de l'université de Liège situé rue de Pitteurs dans le quartier d'Outremeuse. Il fait partie d'un ensemble d'instituts appelé Instituts Trasenster inauguré dans les années 1880.

## Historique
L'institut d'anatomie est le premier des Instituts Trasenster à être construit, les travaux durent de 1883 à 1886. L'institut néo-gothique, réalisé par l'architecte Lambert Noppius, est largement inspiré de l'Institut de Physiologie de Breslau (Wrocław) en Pologne.
Au XIXe siècle, on retrouve le style néo-gothique dans d'autres bâtiments à Liège tels que la Grand Poste et le palais provincial.
Le professeur Auguste Swaen qui donna son nom à l'institut ramena de ses voyages avec son collègue Félix Putzeys d'importantes informations afin de réaliser un bâtiment à la pointe de la technologie.

## Affectation actuelle
En mai 2014, l'Université de Liège annonce la centralisation de ces cours de langue dans un « language district » dans l'institut d'anatomie, qui sera rénové, ainsi que dans un nouveau bâtiment situé à côté de cet Institut dont l'inauguration est prévue pour 2018.